# Hadrogryllacris goetzi
Hadrogryllacris goetzi är en insektsart som först beskrevs av Heinrich Hugo Karny 1928.  Hadrogryllacris goetzi ingår i släktet Hadrogryllacris och familjen Gryllacrididae. Inga underarter finns listade i Catalogue of Life.